# Zeglingen

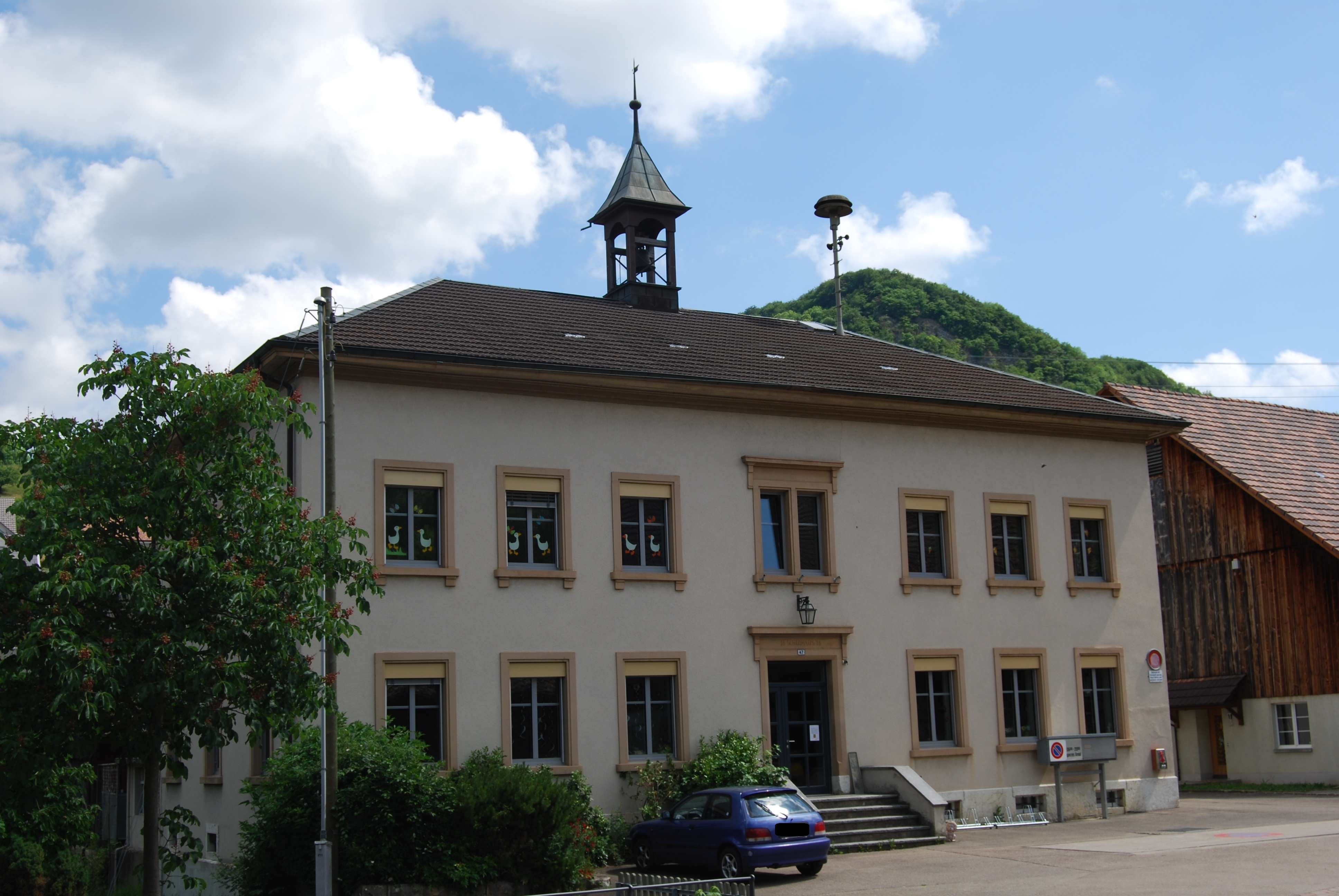
Zeglingen

Zeglingen is een gemeente en plaats in het Zwitserse kanton Basel-Landschaft, en maakt deel uit van het district Sissach.
Zeglingen telt 468 inwoners.